# Xenodon
Xenodon é um gênero de cobras da família Dipsadidae, conhecidas popularmente por cobras-chatas.
Costumam se alimentar exclusivamente de sapos.

## Espécies
Foram descritas 12 espécies do gênero.
- Xenodon dorbignyi (Bibron, 1854)
- Xenodon guentheri Boulenger, 1894
- Xenodon histricus (Jan, 1863)
- Xenodon matogrossensis (Scrocchi & Cruz, 1993)
- Xenodon merremi (Wagler, 1824)
- Xenodon nattereri (Steindachner, 1867)
- Xenodon neuwiedii Günther, 1863
- Xenodon pulcher (Jan, 1863)
- Xenodon rabdocephalus (Wied, 1824)
- Xenodon semicinctus (A.M.C. Duméril, Bibron & A.H.A. Duméril, 1854)
- Xenodon severus (Linnaeus, 1758)
- Xenodon werneri Eiselt, 1963